# Heterodontosaurider
Heterodontosauridae ("oliktandade ödlor") är en familj av tidiga fågelhöftade dinosauriersom ofta ansetts vara basala ornithopoder, även om nyligen gjorda studier förelsår att de kan ha varit närmare släkt med marginocephalerna. Fastän deras fossila lämningar är få levde de runt hela jorden i början av senare delen av triasperioden och kan ha bestått in i krita.
Heterodontosaurider var små dinosaurier; mindre än 3 meter i längd. De är huvudsakligen kända för sina karaktäristiska tänder, till exempel de varglika betarna jämte kindtänder skapade för att tugga, kotsvarande de hos hadrosauriderna från krita. Deras diet bestod i växter, men de kan också ha varit allätare.
Heterodontosauridae
- Abrictosaurus
- Echinodon? (Även kallad Sauraechinodon)
- Geranosaurus
- Heterodontosaurus
- Lanasaurus
- Lycorhinus

Pisanosauridae
- Pisanosaurus